# International Security Assistance Force
Het International Security Assistance Force ofwel ISAF is een voormalige stationering van militaire NAVO-eenheden in Afghanistan. De stationering startte in 2001 en werd beëindigd in december 2014. 
Hoofddoel was het trainen van het Afghaanse leger en de ondersteuning van het herstel van het overheidsgezag na de verdrijving van de Taliban. 
ISAF had oorspronkelijk als doel Kaboel te bevrijden van de Taliban, al Qaeda en de Afghaanse krijgsheren en de overgangsregering van president Hamid Karzai te steunen.
Na de ISAF-missie bleven sommige militairen achter met een adviserende rol in de opvolger ervan, de Resolute Support Mission, die op 1 januari 2015 van start ging en zich richt op het trainen, adviseren en assisteren van de Afghan National Security Forces (ANSF).

Het ISAF-logo: کمک و همکاری (Komak va Hamkari) betekent "Hulp en samenwerking"

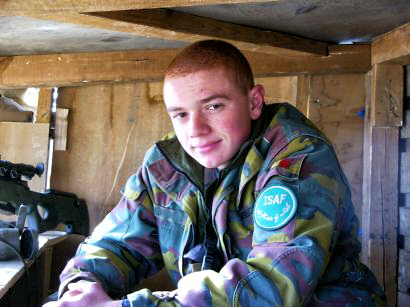
Een soldaat van ISAF

## Samenstelling ISAF-veiligheidsmacht
Aan de NAVO-operatie ISAF deden 50 landen mee (maart 2012). ISAF onderkende vier verschillende fases:
1. fase 1 richtte zich vanaf 2004 op het noorden van Afghanistan
2. fase 2 richtte zich vanaf 2005 op het westen
3. fase 3 vanaf 1 augustus 2006 op het zuiden
4. De vierde fase startte op 5 oktober 2006 en was gericht op het oosten van Afghanistan. De vierde fase werd eind 2014 afgerond.

Het hoofdkwartier van ISAF lag in de hoofdstad Kabul en werd geleid door de Verenigde Staten. Nederland leverde daar van 1 februari 2007 tot januari 2008 de plaatsvervangend commandant voor luchtoperaties, generaal-majoor Freek Meulman. Schout-bij-nacht Matthieu Borsboom vervulde vanaf 1 november 2008 de functie van ‘Deputy Chief of Staff Stability’ bij HQ ISAF in Kabul.
- Het hoofdkwartier Regional Command Central is ook in Kabul gelegen en wordt geleid door Frankrijk.
- Het hoofdkwartier Regional Command North is in Mazar-i-Sharif gelegen en wordt geleid door Duitsland.
- Het hoofdkwartier Regional Command South is in Kandahar gelegen en werd van 1 november 2006 tot 1 mei 2007 geleid door Nederland, o.l.v. generaal-majoor Ton van Loon; van 1 november 2008 tot 1 november 2009 werd het geleid door de Nederlandse generaal-majoor Mart de Kruif.
- Het hoofdkwartier Regional Command West is in Herat gelegen en wordt geleid door Italië.
- Het hoofdkwartier Regional Command East is in Bagram gelegen en wordt geleid door de Verenigde Staten.

## Belgische deelname
Op 21 december 2001 besliste de Belgische regering om tot ISAF toe te treden. Doorheen de jaren is de Belgische bijdrage sterk geëvolueerd.
Op 30 januari 2002 besliste de regering om een C-130-transportvliegtuig vanuit Karachi, in het zuiden van Pakistan, te laten vliegen ter ondersteuning van ISAF. Eind 2002 besliste de Belgische regering om militairen richting Kaboel te sturen om er de internationale luchthaven KAIA (Kabul International Airport) te beschermen. Dit detachement werd viermaandelijks afgelost. De militairen waren afkomstig uit de actieve eenheden dewelke grotendeels te vinden waren rond Leopoldsburg of Marche-en-Famenne. In Kunduz, in het noorden van Afghanistan, maakten Belgische militairen deel uit van een Provinciaal Reconstructie Team (PRT), dat onder Duits commando stond. PRT’s waren de draaischijf van de contacten met de lokale bevolking en autoriteiten. Ze zorgden voor een veilige omgeving, vatten wederopbouwprojecten aan en boden steun op vele vlakken.
Op 1 februari 2008 besliste de Belgische regering om haar deelname aan ISAF uit te breiden met een F-16-detachement, bestaande uit een honderdtal militairen en vier F-16-jachtvliegtuigen. In 2009 werd dit aantal uitgebreid tot zes.
In hetzelfde jaar besliste de regering om ook een mentoring- en opleidingsopdracht op zich te nemen. Een zogenaamd Belgisch OMLT (Operational Mentoring and Liaison Team) stond in voor de opleiding van Afghaanse militairen op het niveau Bataljon en Brigade. Hiernaast waren er instructeurs in verschillende domeinen (logistiek, genie, communicatie, helikopterpiloten) actief over het hele land.
Er deden zich meerdere incidenten voor waar Belgische militairen bij betrokken waren. Op 31 augustus 2007 raakten Belgische militairen gewond bij de ontploffing van een bomauto in Kaboel. Op 8 september 2009 raakten Belgische militairen gewond bij een gelijkaardig incident. Op 26 september 2008 en op 15 december 2008 raakten Belgische militairen lichtgewond bij raketaanvallen op de luchthaven van Kandahar. Een Belgische OMLT-ploeg werd in 2009 onder vuur genomen door vijandelijke strijders. Hierbij kwamen geen Belgische militairen om het leven. In 2009 liep een Belgische militair hersenvliesontsteking op. Na zijn evacuatie naar België is hij in eigen land overleden.
De Belgische regering besliste in 2012 om de beschermings- en bewakingsopdracht in de loop van datzelfde jaar nog af te bouwen. Dit beperkte de Belgische bijdrage aan ISAF aanzienlijk. De andere Belgische bijdragen bleven in principe behouden.

## Nederlandse deelname
In november 2002 zette Nederland 250 militairen in, in een door Duitsland geleid bataljon, in ISAF-fase 1. Van februari tot augustus 2003 werd het hoofdcommando van ISAF geleid door Duitsland samen met Nederland. In februari 2006 besloot Nederland, in ISAF-fase 2, zijn troepenbijdrage uit te breiden met 1400 extra militairen.
In 2004 stuurde Nederland militairen naar Pol-e Chomri in de provincie Baghlan in Noord-Afghanistan om een Provinciaal Reconstructie Team (PRT) op te richten. Het eerste jaar (PRT 1-2-3) waren dit met name luchtmachtmilitairen van de groep geleide wapens, in Nederland gelegerd op vliegbasis de Peel. Het tweede jaar waren het met name militairen van de marine, en mariniers, die de bemanning van PRT 4, 5 en 6 vormden. In verband met de missie in Uruzgan werden de taken van het PRT op 1 oktober 2006 overgedragen aan het Hongaarse leger. Najaar 2005 zond Nederland het tweede mariniersbataljon met een veldhospitaal naar Mazar-i-Sharif in Noord-Afghanistan om de verkiezingen te begeleiden.
De Nederlandse deelname richtte zich vanaf medio 2006 hoofdzakelijk op de ISAF-operatie in het zuiden van Afghanistan. Naast een forse bijdrage aan het hoofdkwartier van Regional Command South in Kandahar, had Nederland de verantwoordelijkheid (samen met Australië) voor de provincie Uruzgan. Vanaf voorjaar 2006 begon de Deployment Taskforce (o.l.v. kolonel Henk Morsink) met het bouwen van kampen in de plaatsen Tarin Kowt en Deh Rawod. Vanaf 1 augustus 2006 begon de operatie Task Force Uruzgan o.l.v. kolonel Theo Vleugels. Vanaf 24 januari 2007 lag de leiding over deze Task Force bij kolonel Hans van Griensven. En vanaf 1 augustus 2007 lag de leiding bij kolonel Nico Geerts. De Task Force bestond voornamelijk uit een Provincial Reconstruction Team (PRT), ondersteund door een Battlegroup en specialistische eenheden zoals logistiek, genie, commando's en mariniers. Daarnaast had Nederland een fors luchtmachtelement in Afghanistan, met F-16's, C-130's, Chinooks, Apaches en Cougars. De totale omvang van de Nederlandse bijdrage schommelde begin 2007 tussen de 1500 en 2000 militairen.

## Voetnoten
1. ↑  http://www.mindef.nl/binaries/Defkrant%20nr%2028_LR_tcm15-109674.pdf
2. ↑  , www.mil.be, mei 2012.
3. ↑  , www.paracommando.com
4. ↑  , De Morgen, 08 september 2009.
5. ↑  , De Morgen, 26 september 2009.
6. ↑  , Het Laatste Nieuws, 13 augustus 2009.